# Ludvig I av Portugal
Ludvig I av Portugal (portugisiska: Luís I), född 21 oktober 1838 i Lissabon, död 19 oktober 1889 i Cascais, var kung av Portugal 1861–1889.

## Biografi
Ludvig var son till Maria II och Ferdinand II av Portugal.
Han blev regent i Portugal efter sin äldre bror Peter V av Portugals död. Ludvigs regeringstid kännetecknades av ekonomiska och politiska reformer och framsteg. Ludvig var en intellektuell man, som bland annat översatte Shakespeares verk till portugisiska.
Han var från 1862 med Maria Pia av Italien (född 16 oktober 1847, död 5 juli 1911), dotter till kung Viktor Emanuel II av Italien.

## Barn
1. Karl I av Portugal (1863–1908)
2. Afonso Henriques, hertig av Oporto (1865–1920) gift morganatiskt med Nevada Hayes Stoody

## Galleri

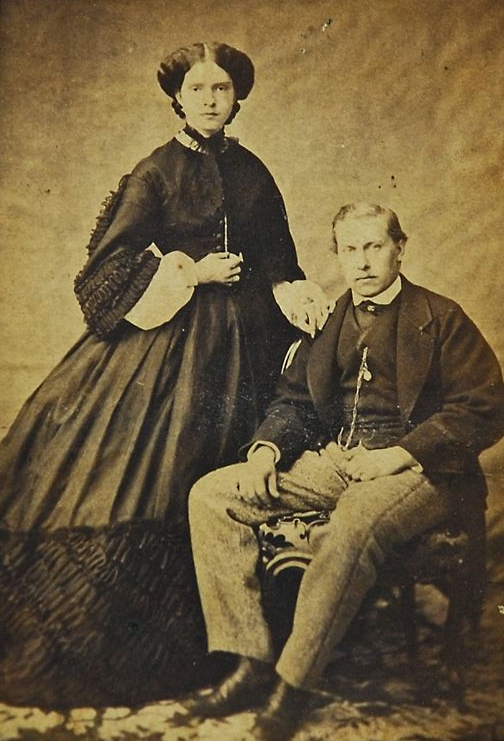
Ludvig I av Portugal med gemålen Maria Pia av Italien